# 브네이 브리스

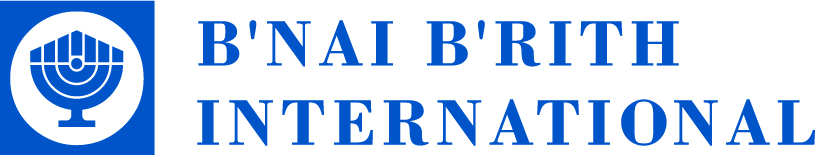

브네이 브리스(영어: B'nai B'rith)는 유대인 커뮤니티의 상호 부조 조직의 명칭이다. 활동 내용은 인권 개선 활동, 병원 및 자연재해 피해자 지원, 유대인 대학생에 대한 장학금 수여, 반명예훼손연맹 (ADL)을 통해 인종 차별 · 증오 범죄와 반유대주의에 대한 반대를 포함한 다양한 커뮤니티 서비스와 복지 활동을 하고 있다.

## 같이 보기
- 세계 유대인 회의